# Kaiser Permanente Arena
La Kaiser Permanente Arena est une salle omnisports à Santa Cruz (Californie).
Ses locataires sont les Warriors de Santa Cruz (NBA Gatorade League) et les Derby Girls de Santa Cruz (Women's Flat Track Derby Association).